# SpaceX CRS-6
SpaceX CRS-6 (также известный как SpX-6) — восьмой полёт автоматического грузового корабля Dragon компании SpaceX. Шестой полёт в программе снабжения МКС, выполненный SpaceX по контракту Commercial Resupply Services (CRS) с NASA.

### Запуск
Предстартовый отсчёт 13 апреля 2015 года был прерван за 3 минуты до запуска из-за неблагоприятных погодных условий в районе стартовой площадки.
Успешный запуск ракеты-носителя Falcon 9 состоялся 14 апреля 2015 года в 20:10 UTC со стартовой площадки SLC-40 на мысе Канаверал.
Через 10 минут после запуска состоялась отстыковка космического корабля Dragon от второй ступени ракеты-носителя, а ещё через 2 минуты успешно раскрылись крылья панелей солнечных батарей.
Это был семнадцатый запуск ракеты-носителя Falcon 9 и двенадцатый запуск версии v1.1.

### Сближение и стыковка
17 апреля 2015 года, после двух с половиной дней полёта, космический корабль Dragon достиг Международной космической станции и в 10:55 UTC был схвачен манипулятором «Канадарм2», которым управляли астронавты Саманта Кристофоретти и Терри Вёртс, после чего пристыкован к модулю «Гармония» в 13:29 UTC.

### Полезная нагрузка
Dragon доставил на МКС 2015 килограммов полезного груза (1898 кг без учёта упаковки) в герметичном отсеке, в том числе:
- Провизия и вещи для экипажа — 500 кг
- Оборудование и детали станции — 518 кг
- Материалы для научных исследований — 844 кг
- Компьютеры и комплектующие — 18 кг
- Оборудование для выхода в открытый космос — 18 кг

На МКС доставлена первая космическая кофемашина ISSpresso, разработанная и изготовленная в Италии. Также на станцию доставлено 20 подопытных мышей в рамках Rodent Research-2, для исследования влияния космического полёта на иммунную систему и последствий повышенного внутричерепного давления в условиях микрогравитации. На борту Dragon мыши доставляются на МКС второй раз, первый раз был в рамках SpaceX CRS-4.
Так же доставлен 4-килограммовый спутник-телескоп Arkyd-3 компании Planetary Resources, взамен утраченному при аварии миссии Cygnus CRS Orb-3 и очередная серия из 14 малых спутников Flock-1e компании Planet Labs, предназначенных для получения изображений Земли в высоком разрешении. Все спутники будут выпущены непосредственно со станции.
Обратно на Землю Dragon вернул 1370 килограммов полезного груза (1248 кг без учёта упаковки), в том числе:
- Вещи экипажа — 73 кг
- Оборудование и детали станции — 254 кг
- Материалы научных исследований — 449 кг
- Компьютеры и комплектующие — 2 кг
- Оборудование для выхода в открытый космос — 20 кг
- Мусор — 450 кг

### Отстыковка и возвращение
В 09:19 UTC 21 мая 2015 года корабль был отстыкован от модуля «Гармония» с помощью манипулятора «Канадарм2», под управлением астронавта Скотта Келли, и отпущен в 11:04 UTC.
В 16:42 UTC было подтверждено приводнение космического корабля Dragon в 250 км от побережья Калифорнии.

### Возврат первой ступени
После отсоединения первой ступени ракеты-носителя была осуществлена вторая попытка её посадки на плавучую платформу Autonomous Spaceport Drone Ship. Возвращение в атмосферу и снижение проходили успешно, но посадка вновь получилась слишком жёсткой, чтобы ступень смогла выжить. Согласно заявлению Илона Маска, ступень приземлилась на платформу, но избыток боковой скорости привёл к её опрокидыванию после посадки. Короткое видео приземления ступени, опубликованное SpaceX через несколько часов, демонстрирует, насколько близкой к успеху была эта попытка. На видео с высоким разрешением, снятом с самолёта-наблюдателя, видно, как двигатели реактивной системы управления, расположенные в верхней части, до конца пытаются выровнять наклоняющуюся ступень, однако их мощности недостаточно. Ступень падает на платформу и взрывается.
Днём позже Илон Маск сообщил в твиттере, что платформа не получила никаких серьёзных повреждений и требует лишь минимального восстановления.
Причиной неудачной попытки приземления назван сбой работы клапана дросселирования центрального двигателя, не обеспечившего ожидаемую скорость ответа, что привело к излишнему маневрированию ступени в финальной фазе приземления. Следующую попытку приземления на платформу планировалось выполнить в рамках миссии SpaceX CRS-7, однако из-за аварии ракеты-носителя и потери корабля на третьей минуте полёта эти планы остались неосуществлёнными.